# Gutskirche Melkof

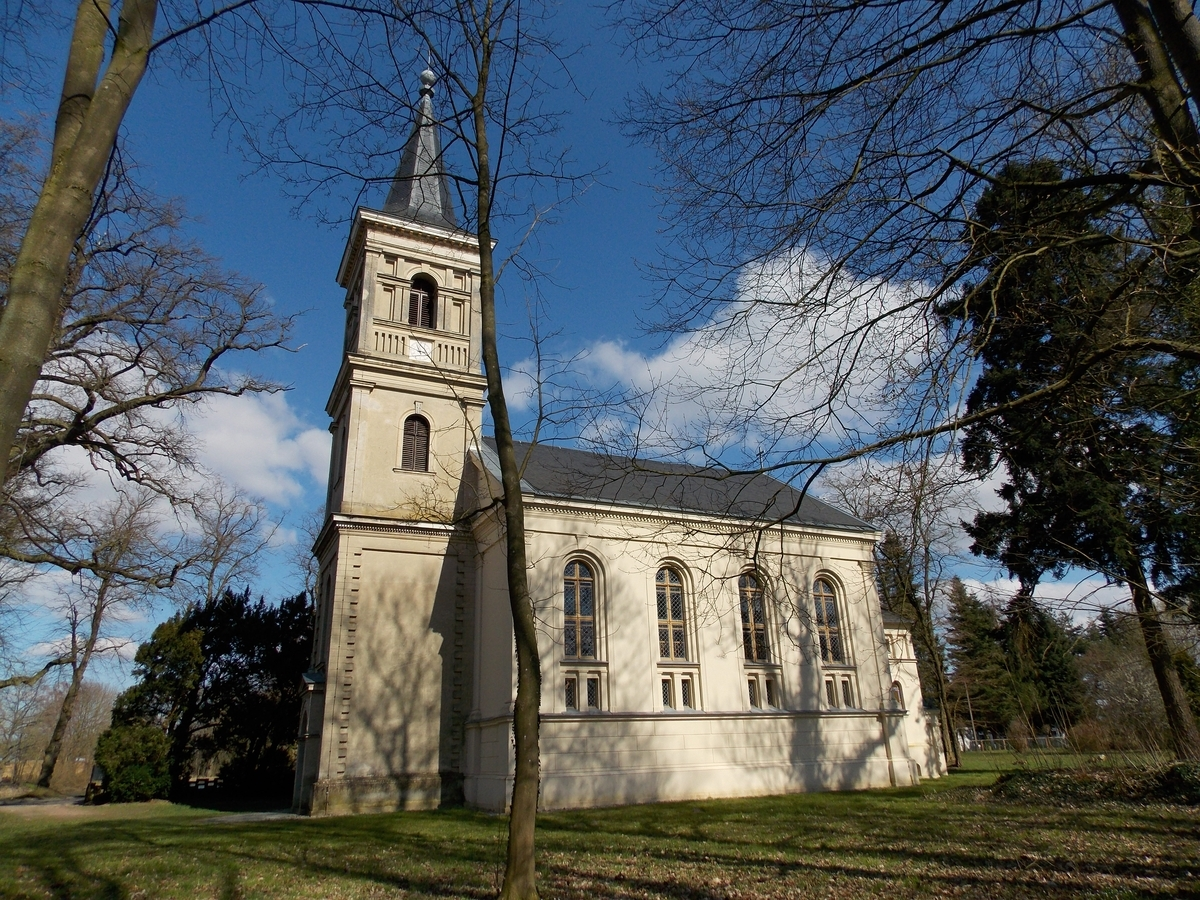
Gutskirche Melkof

Die Gutskirche Melkof ist ein denkmalgeschütztes Kirchengebäude im Ortsteil Melkof der Gemeinde Vellahn im Landkreis Ludwigslust-Parchim in Mecklenburg-Vorpommern.
In den Jahren 1868/70 errichtet gehört sie heute zum Kirchenkreis Mecklenburg der Evangelisch-Lutherischen Kirche in Norddeutschland.

## Geschichte
Schon um 1230 gehörte Melkof zum Kirchspiel Vellahn und blieb es bis 1870. Melkof besaß bis dahin eine kleine aus Granit errichtete Kapelle ohne Turm.
Nach dem Tod von Julius von der Decken stiftete seine Witwe Anna Hedwig von der Decken im Jahr 1868 zum Gedenken an ihren Mann eine Gutskirche mit Gruftanbau, die in unmittelbarer Nähe des Herrenhauses errichtet werden sollte. Die Planung des spätklassizistischen Sakralbaues übernahm der bekannte Schweriner Hofbaurat Hermann Willebrand. Mit der Grundsteinlegung am 16. Juni 1868 begannen die umfangreichen Bauarbeiten, welche mit der Weihe der Kirche am 12. Juni 1870, dem ersten Sonntag nach Pfingsten (Trinitatis), ihren feierlichen Abschluss fanden.
Die heute zu sehende Kombination aus dem 1888 erbauten Gründerzeit Herrenhaus und dem klassizistischen Putzbau der Gutskirche von 1870 ist in Norddeutschland sehr selten. Erwähnenswert ist allerdings, dass sich der Kirchbau an dem im klassizistischen Baustil errichteten Vorgängerbau des heutigen Herrenhauses orientierte. Beide Einzelbauten bildeten ein stimmiges Ensemble.
Die von der Familie von der Decken gestiftete Gutskirche wird heute als evangelische Dorfkirche genutzt.

### Pfarre Melkhof/Melkof
Die Melkhofer Pfarre wurde im Jahr 1870 errichtet. Zur neuen Pfarrei gehörten nunmehr die Güter Melkof, Jesow und Langenheide, welche vorher in Vellahn eingepfarrt waren. Auch für das Wohlergehen des neuen Pastors war gesorgt, ihm wurde das von der Gutsherrschaft gestiftete und 1870 erbaute Pfarrhaus übergeben.
Am Tag der Einweihung der Kirche wurde Kandidat der Theologie Robert Stoehr aus Peitz, nach vorgängiger Solitair-Präsentation und Ordination, zum Prediger bestellt. Pastor Stoehr verblieb bis April 1872 in Melkhof. Das Pfarramt wurde dann von Pastor Gustav Postler bekleidet, einem Mitglied der Gesellschaft für Musikforschung, bis auch er im Dezember 1883 anderweitig versetzt wurde. Erst im März 1884 wurde der Güstrower Gymnasiallehrer Schoop zum Pastor in Melkhof berufen. Im April 1894 verließ Pastor Schoop die Pfarre Melkof, an seine Stelle trat der Gülzer Hilfsprediger Hoyer. Die Melkofer Gemeinde wählte ihn am 29. April 1894 mit Stimmenmehrheit zum neuen Prediger. Pastor Friedrich Hoyer diente bis zum 1. Oktober 1910 in der Gemeinde. Im selben Jahr wurde die Verwaltung der Pfarre Melkof Pastor Karl Timm aus Pritzier übertragen.

## Die Kirche

### Langhaus

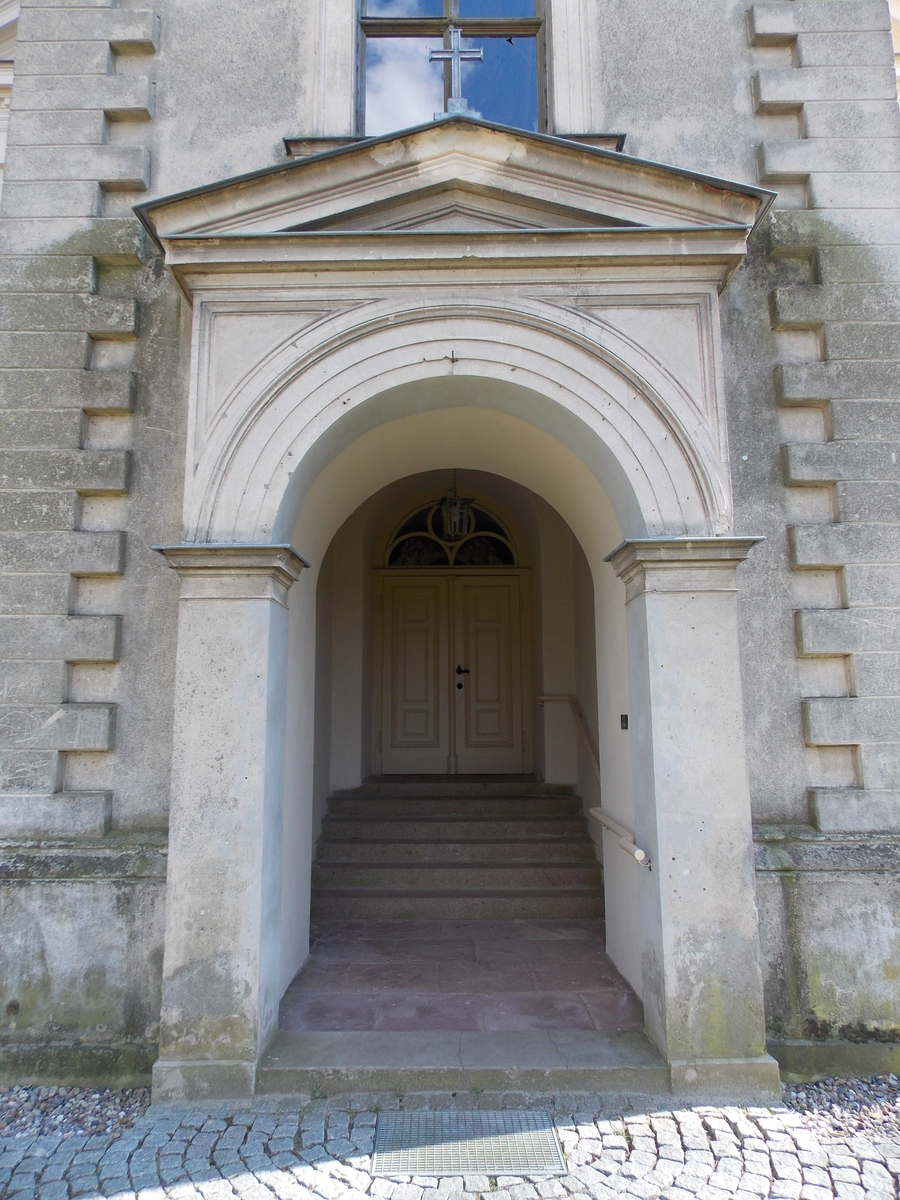
Eingang mit Vorhalle

Die einschiffige Kirche in Melkof ist ein Putzbau, äußerlich im spätklassizistischen Baustil errichtet mit Stilelementen des Historismus. Als Gutskirche errichtet, mit rechteckigem Langhaus und einem westlich vorgesetzten rechteckigen Turm. Das Langhaus ist mit Eckpilastern, Gesims, Frieselementen und profilierten Fensterrahmungen schmuckvoll gestaltet, die sich in ihrer Ausarbeitung an antiken Bauformen orientieren. Hier wird die umfassende Wiederbelebung historisierender Elemente deutlich. Bemerkenswert sind auch die gequaderten Putzflächen des Sockelgeschosses, die das Vorhandensein von Werksteinen imitieren sollten; das Sockelgesims begründet hier den oberen Abschluss. Die Verputzung des Baues ist detailreich ausgeführt worden. Mit schmuckvollen Rosetten und Eierstab-Ornament sind zudem die Kapitelle der Eckpilaster verziert. Vier hohe profilierte Fenster mit gestelzten Rundbögen, beidseitig der Längsseiten des Langhauses, unterstreichen das schmuckvolle Erscheinungsbild des Langhauses. Diese Fenster sind mit teils buntfarbiger Verglasung und unterschiedlichen Verbleiungsmustern versehen. Unterhalb dieser Fenster sind jeweils zwei kleine von Pilastern gegliederte hochrechteckige Fenster angeordnet. Den oberen Abschluss des Langhauses bildet das flache Satteldach, welches mit Schiefer bedeckt ist. Erwähnenswert ist auch das bekrönende Giebelkreuz des Ostgiebels.
An die Ostseite des Langhauses schließt sich außerdem ein polygonaler eingezogener Gruftanbau an, welcher über die den Altar flankierenden Zugänge begehbar ist. Eine an der Südseite vorgesetzte kleine Kapelle im neogotischen Stil ist heute nicht mehr vorhanden.

### Turm

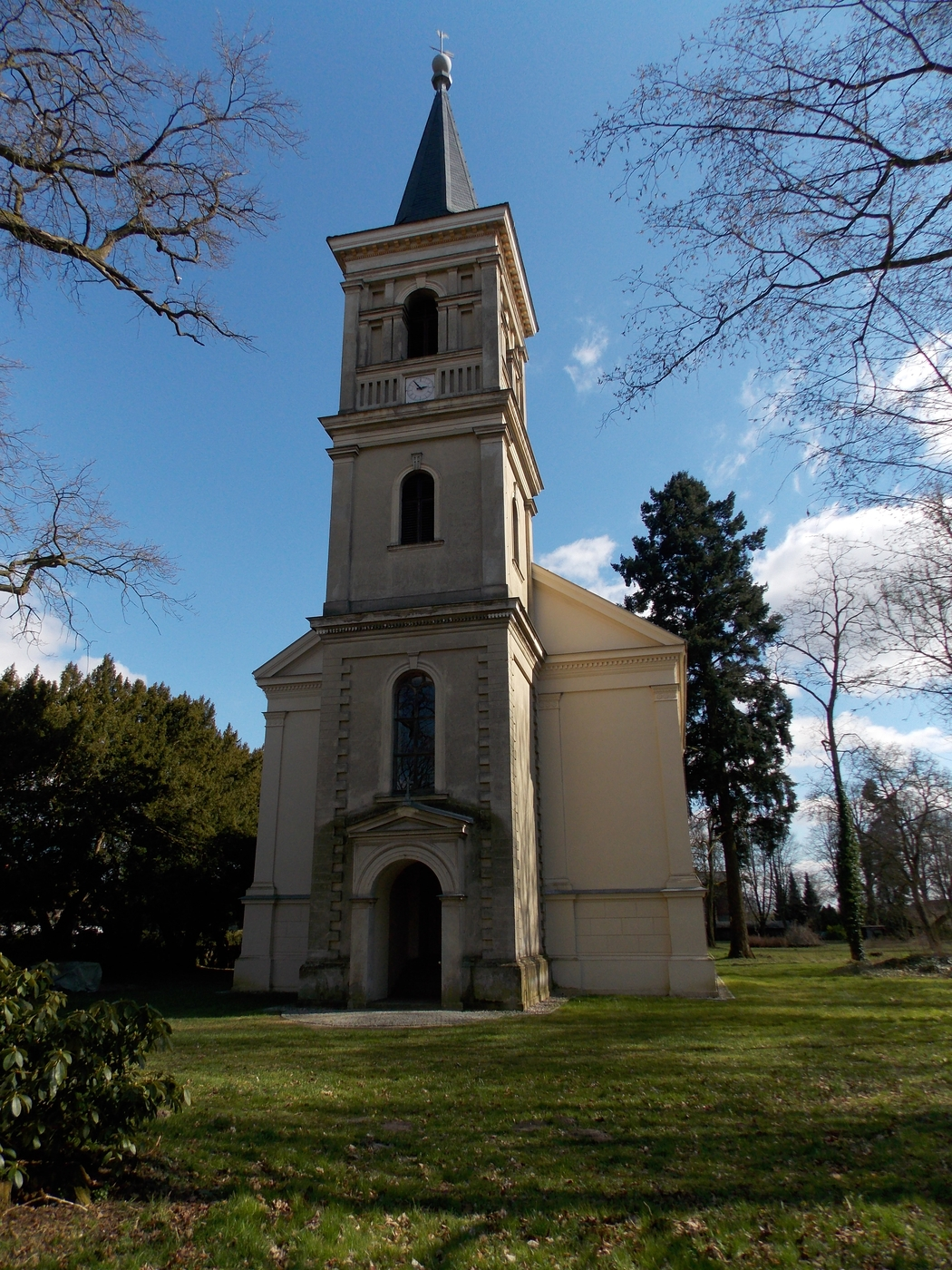
Der Turm

Ein Kirchturm hat keine theologische Bedeutung, vielmehr dient er der Repräsentation und der Erfüllung funktioneller Aufgaben.
Die Kirche Melkof besitzt einen westlich vorgesetzten Turm, der im Jahr 1999 umfassend saniert wurde. Ausladendes, die Geschosse begrenzendes Gesims und die Frieselemente unterstreichen sein schmuckvolles äußeres Erscheinungsbild. Die Eckbereiche des Turmes sind zudem mit gequaderten Ecklisenen und Eckpilastern versehen. Bemerkenswert sind das hohe rundbogige Fenster der Westseite und die darüberliegende Glockenstube mit ihren drei Schallöffnungen. Im dritten Obergeschoss finden sich hingegen kleine Rundbogenfenster, welche von Pilastern und kassettierten Flächen flankiert werden.
Ein auf der Westseite befindlicher rundbogiger Zugang wurde mit einer stark auskragenden Verdachung versehen, die von Pilastern und Kämpfern getragen wird. Dieser Durchgang bildet die Vorhalle, von ihr aus erschließt sich das Langhaus.
Der dreigeschossige Turm schließt mit einem sechsseitigen pyramidal geformten und schieferbedeckten Spitzhelm nach oben ab. Turmkugel und Wetterhahn bilden hier die Bekrönung.

#### Turmuhr
Wie die meisten Kirchtürme, so hat auch dieser eine Turmuhr. Sie befindet sich in Höhe des dritten Obergeschosses.
Die Uhr mit Schlagwerk stammt aus dem Jahr 1870 und wurde in der Berliner Groß-Uhrmacherei E. Möllinger gefertigt. 2013 konnte das 1870 gebaute und nicht mehr funktionsfähige Uhrwerk, dank der Unterstützung der Stiftung Kirchturmuhren in Not, fachgerecht restauriert werden. Im Zuge dieser Restaurierung erhielt das Uhrwerk einen elektrisch betriebenen Aufzug. Der sonst notwendige wöchentliche manuelle Aufzug ist nunmehr nicht mehr notwendig. Außerdem ersetzten die Uhrmacher die fehlenden Zeiger, die seither wieder die Uhrzeit in alle vier Himmelsrichtungen anzeigen.

#### Glocken
In der Glockenstube des Turmes befinden sich zwei englische Gussstahlglocken (Ø 37″), die im Jahr 1869 in Sheffield in der Glockengießerei von Vickers Ltd. (Naylor, Vickers & Co) gegossen wurden. Im Gegensatz zu den traditionellen Bronzeglocken waren die Gussstahlglocken kostengünstiger und von geringerem Gewicht. Erwähnenswert ist, dass noch eine dritte Glocke im Auftrag der Gutsherrschaften in Sheffield gegossen wurde, welche von gleichem Durchmesser war.
Die Glocken tragen die schlichte Umschrift: SHEFFIELD 1869.

### Farbgestaltung
Im Zuge der Restaurierungs- und Sanierungsarbeiten erhielten Kirche und Gruftanbau einen grau-ockrigen Anstrich, welcher der bauzeitlichen Farbgestaltung entspricht.

### Umfeldgestaltung
Die umgebende Grünanlage war Teil der gepflegten Parkanlage des Herrenhauses. Angelegte Wege wurden von Rhododendron und anderen Ziergehölzen flankiert und führten direkt zum herrschaftlichen Anwesen. Auch die den Kirchbau rahmenden mächtigen Eichenbäume sind bemerkenswert. Eine Stieleiche ist als Naturdenkmal unter Schutz gestellt. Weitere Naturdenkmale auf dem Kirchhof sind eine Baumgruppe aus zehn Eiben sowie eine Sicheltanne.

## Innenausstattung und Ausgestaltung
Bei Betrachtung der Ausgestaltung des Innenbereiches finden sich kannelierte Pilasterschäfte, verzierte Pilasterkapitelle und Gesimse von unterschiedlicher Ausprägung sowie Frieselemente. Die Inneneinrichtung wird von den klaren geometrischen Formen des Klassizismus dominiert. In Kombination mit den Einrichtungselementen des Historismus ergibt sich ein schmuckvolles aber dennoch dezentes Erscheinungsbild.
Die Holzdecke weicht stilistisch von der Einrichtung ab, sie wurde im Stil der Tudorgotik errichtet, welche den Übergang vom gotischen Stil zur Renaissance darstellt. Bemerkenswert sind hier die Hängezapfen an der Balkenkonstruktion, in Form von Blütenkelchen.

### Altar

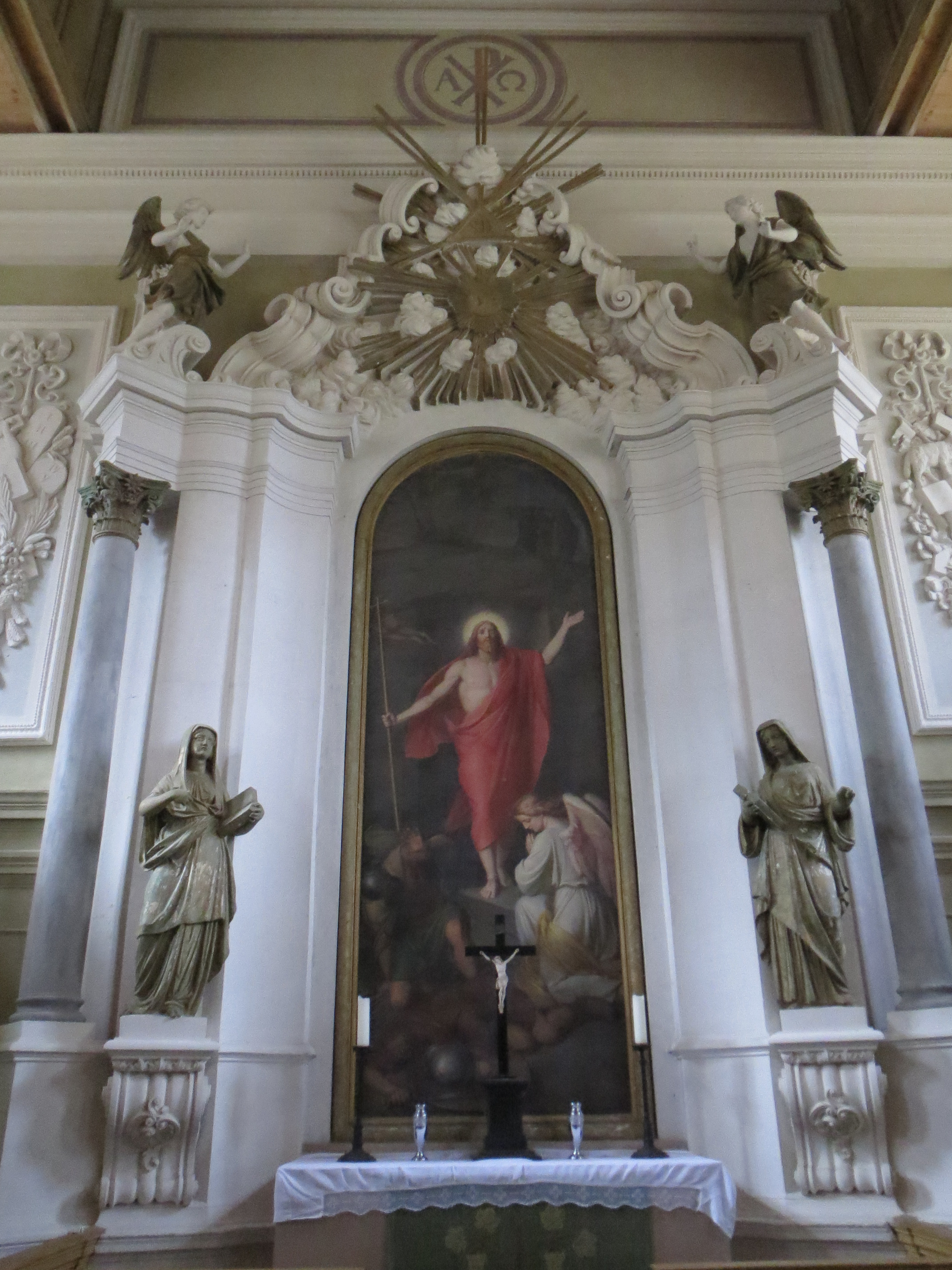
Neobarock Altar

Der Altar wurde im Stil des Neobarocks errichtet. Zwei aus grauem Stuckmarmor gefertigte korinthische Säulen tragen das Gebälk und den gesprengten Volutengiebel. Im Zentrum des Giebels ist die Gloriole, in ihr das Dreieck als Zeichen der Trinität. Die Gloriole wird von schmuckvollen Wolken- und Wogenbändern gerahmt bzw. durchstoßen, die symbolisch die Begrenzung des Kosmos darstellen. Zudem flankieren fein gearbeitete Engelsfiguren die von Wogenbändern eingefasste Gloriole, sie ruhen auf den seitlich begrenzenden Volutenelementen des Gebälkes.
Im Altarblatt findet sich die bildliche Darstellung der Auferstehung Christi (Mt 28.1), geschaffen im Jahr 1869 vom Berliner Kunstmaler Johann Wilhelm Schütze. Die Darstellung zeigt Christus mit Kreuzstab und Siegesfahne, umgeben vom Glorienschein am Kopfe, flankiert vom Engel des Herrn und den römischen Soldaten.
Das Altarblatt wird außerdem von figürlichen Darstellungen der Maria und Maria Magdalena flankiert, die auf schmuckvoll verzierten Volutenkonsolen ruhen.
Eine hölzerne verzierte Altarschranke umrahmt den Altartisch.
Über dem Altar, an der dahinterliegenden Ostwand, ist das Christusmonogramm mit dem Alpha und Omega bildlich dargestellt.

### Ausmalung
Für die farbliche Gestaltung der Zierelemente kam strahlendes Weiß zur Anwendung. Die Flächen hingegen wurden mit einem Beige-Farbton überdeckt. Im Kontrast dazu stehen die Dekormalereien der Flächenbereiche, welche in einem rötlich-braunen Farbton gehalten sind.
Klare geometrische Formen dominieren auch die Innenraumbemalung. Hier sind insbesondere die Ausmalungen in den Flächen der von Pilastern gegliederten Innenwände anzumerken.

### Gestühl und Inneneinrichtung
Die umlaufend angeordneten Emporen sind aus hellem Holz gefertigt und mit hochwertiger Holzimitation überfasst. Tragende Holzsäulen werden zudem durch verzierte Kapitelle bekrönt.
Dezent aufgetragene Ornamentbänder verzieren die umlaufenden Emporen, hier finden sich unter anderem das antike Schmuckmotiv der Palmette und Rosettenmotive. Auf der Westempore bildet der klassizistische Orgelprospekt mit der von Orgelbauer Carl August Buchholz gefertigten Orgel den Mittelpunkt. Bemerkenswert sind die zwei aus Messing gefertigten Kronleuchter. Erwähnenswert sind auch die umlaufend am Gesims der Emporen angebrachten zweiarmigen vierflammigen Messing-Leuchter. Insgesamt folgen das vorhandene Kirchengestühl und die Inneneinrichtung dem Stil des Spätklassizismus. Im Zusammenhang mit den historisierenden Elementen ergibt sich ein stimmiges Erscheinungsbild.

### Wandrelief

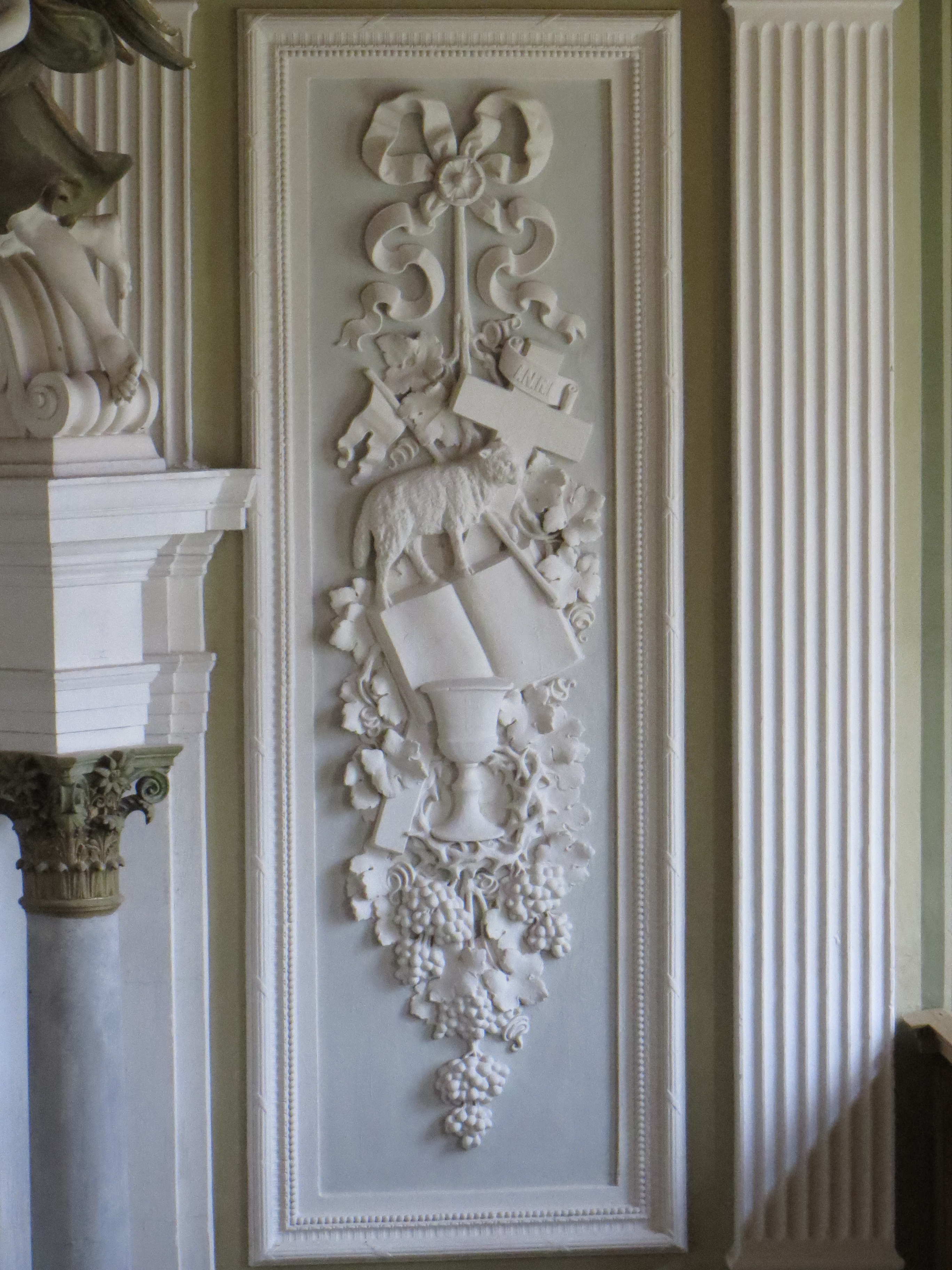
Wandrelief

Die beiden großen schmuckvollen Wandreliefs, den Altar an der Ostwand flankierend, sind mit den Darstellungen der eucharistischen Gaben und weiterer christlicher Symbolik gefüllt.
Die figürliche Darstellung eines Lammes im rechten Relief zeigt Agnus Dei, das Lamm Gottes, im Hintergrund die aufrechte Siegesfahne, welche den Sieg über den Tod darstellt. Der vorgesetzte Kelch steht symbolisch für die heilige Messe und das Abendmahl. Im dargestellten Kreuz findet sich zudem die Inschriftentafel INRI. Ein aufgeschlagenes Buch steht symbolisch für die Verkündigung und das Neue Testament, das umschließende Weinrebenornament symbolisiert das Blut Christi.
Im linken Relief findet sich die Symbolik der Kornähre, welche im Zusammenhang mit dem Weinrebenornament den „Leib und das Blut Christi“ darstellt. Die Harfe symbolisiert die himmlische Musik, im Hintergrund die Steintafeln mit den Zehn Geboten. Auch hier findet sich wieder die Symbolik des aufgeschlagenen Buches, des Symbols der Verkündigung. Aus einem Füllhorn ragen der Ölzweig als Symbol des Friedens und die Rose als Symbol der Maria, der Mutter Jesu.

### Glasarbeiten
Buntfarbige Verglasung der Fenster mit unterschiedlichen Verbleiungsmustern runden das stimmige Gesamtbild ab. Hier sind insbesondere die vegetabilischen Muster in den blaufarbigen Flachglasteilen anzumerken, die hier eingearbeiteten Palmettenornamente und Blütenkelche werden zudem von volutierenden Rankenornamenten flankiert. In Kombination mit den weißen und roten Flachglasteilen ergibt sich ein schmuckvolles Erscheinungsbild. Das durch diese großen Fenster einfallende natürliche Licht sorgt für eine ausgezeichnete Lichtsituation im Innenraum.

### Kanzel
Die auf einem profilierten Sockel ruhende achtseitige Kanzel wurde aus hellem Holz gefertigt. In den kassettierten Flächen der Kanzel finden sich fein gearbeitete Engelsköpfe, welche von stilisierten Flügeln umschlossen werden. Diese kassettierten Flächen werden von korinthischen Säulen flankiert. Erwähnenswert sind auch die Dekormalereien an den profilierten Teilen der Kanzel.

### Leuchter
Bemerkenswert sind die zwölfarmigen Kronleuchter aus Messing, von denen ehemals drei vorhanden waren. Heute zieren noch zwei der großen Leuchter den Innenraum der Kirche.

### Orgel

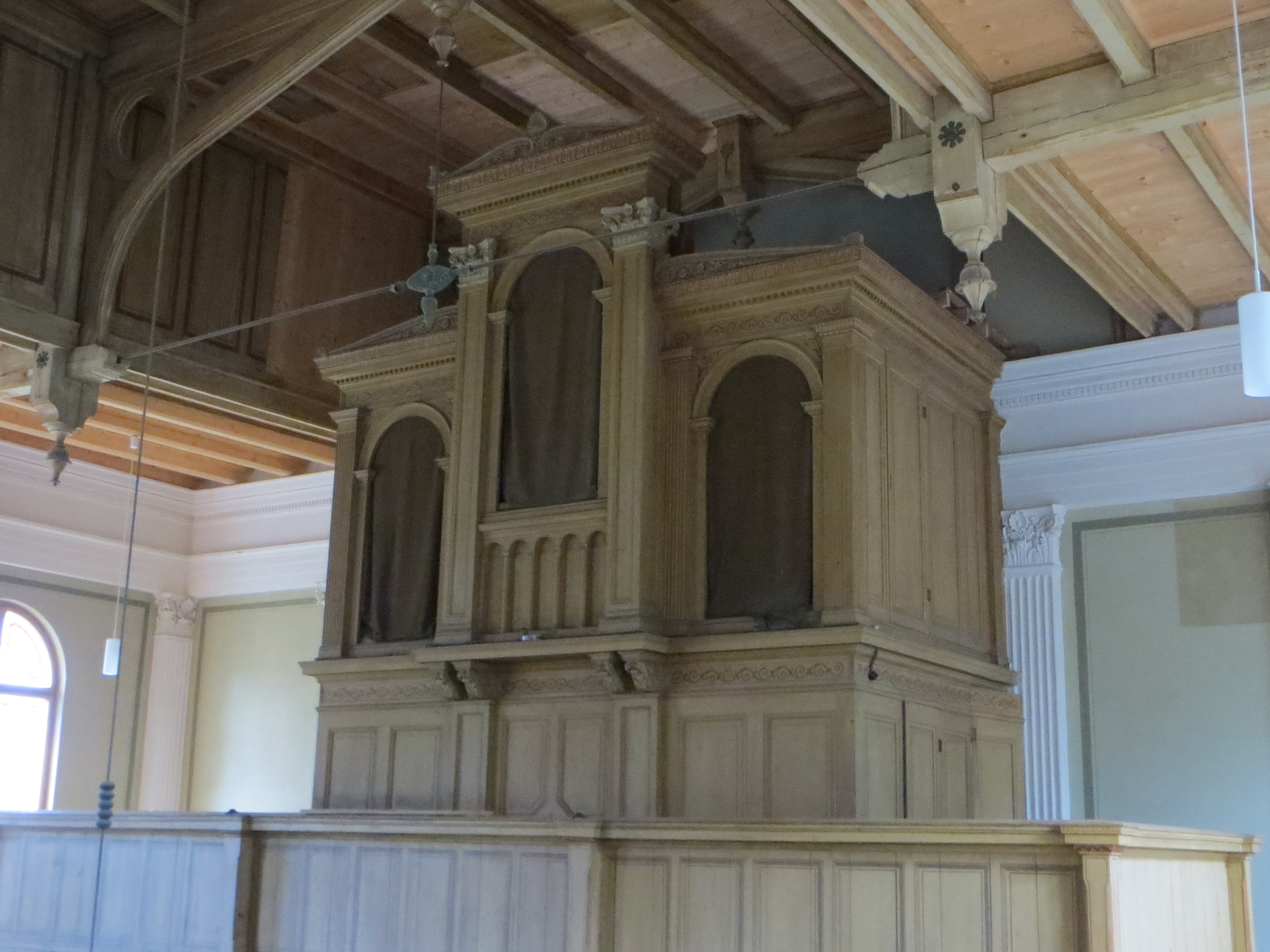
Die Orgel

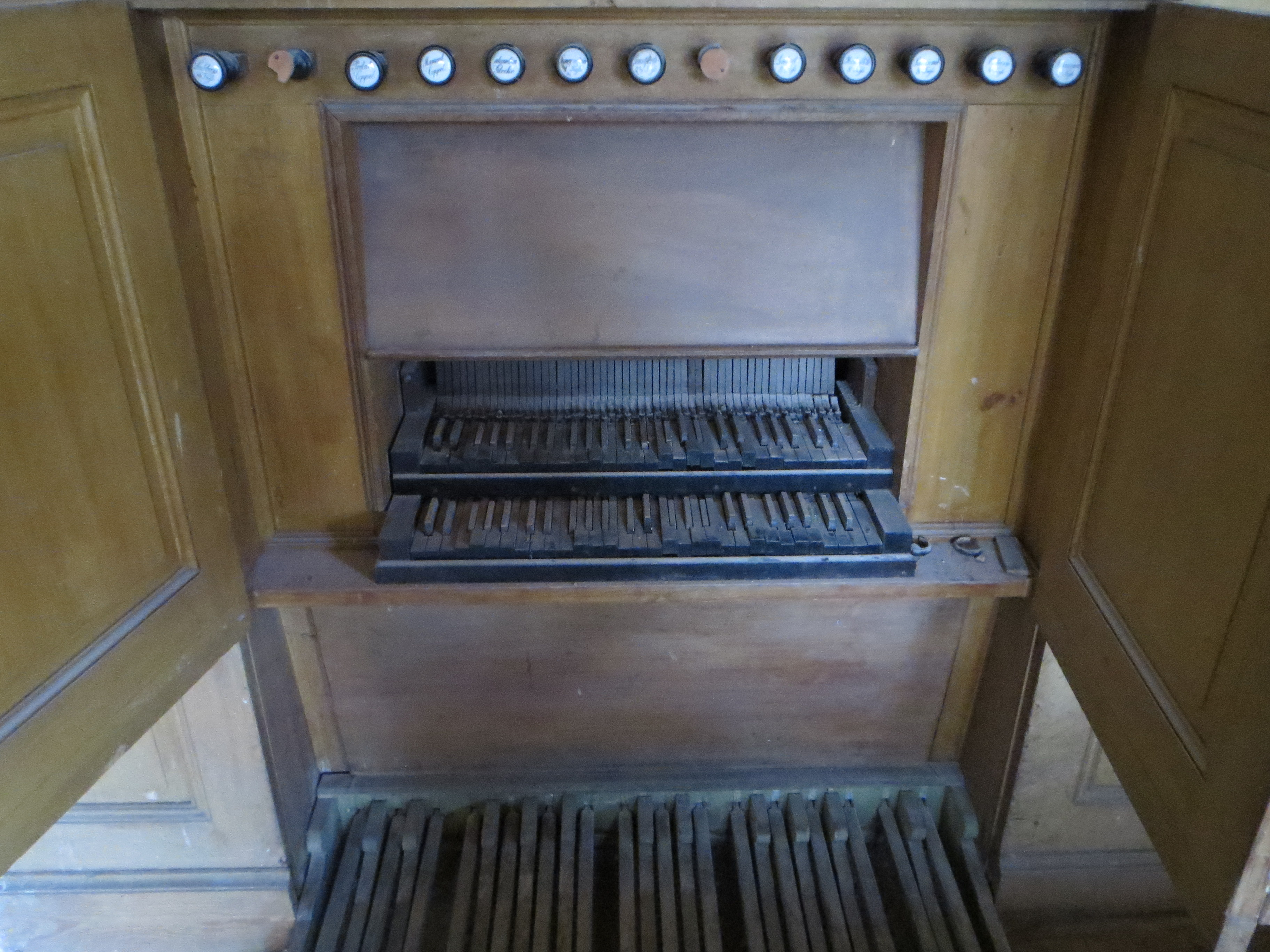
Spieltisch

Die Orgel in einem klassizistischen Orgelprospekt hat 10 Register auf zwei Manualen und Pedal und hat eine mechanische Traktur. Es ist nicht bekannt, wann das Instrument gebaut bzw. in der Kirche aufgestellt wurde.  Das Instrument wird der Werkstatt des Berliner Orgelbaumeisters Carl August Buchholz und dessen Sohn Carl Friedrich Buchholz zugeschrieben.
Die Register der beiden Manualwerke sind auf der Windlade positioniert, hinter der Pedalwindlade liegen die beiden übereinander gelagerten Keilbälge. Einige der Pfeifen fehlen jedoch, sie sind sicherlich der Zinnspende des Jahres 1917 zum Opfer gefallen. Nach umfassender Restaurierung, die Anfang Dezember 2018 ihren Abschluss fand, wird die Orgel wieder bespielt.
| I Manual C–f3 |       |
| Prinzipal     | 8′    |
| Rohrflöte     | 8′    |
| Oktave        | 4′    |
| Superoctave   | 2′    |
| Flöte         | 4′    |
| Quintflöte    | 2 ⁄3′ |

| II Manual C–f3 |    |
| Gedackt        | 8′ |
| Salicional     | 8′ |

| Pedal C–d1 |     |
| Subbass    | 16′ |
| Violon     | 8′  |

- Koppeln: I/P, II/P
- Nebenregister: Calcanten-Glocke

### Taufstein
Das auf einem massiven profilierten Sockel ruhende oktogonale Taufbecken ist aus grauem Marmor gefertigt. Die Form- und Stilelemente folgen der vorhandenen Inneneinrichtung, zudem schmückt historisierendes Dekor in Rosettenform die oberen profilierten Seitenflächen. Bemerkenswert ist auch der aus Zinn gearbeitete Beckeneinsatz, dessen Rand von einer gravierten Umschrift geziert wird; „Wer da glaubet und getauft wird, der wird selig werden.“ (Mk. 16, 16). Die zinnerne Taufschale und die zugehörige Taufkanne wurden in der Stuttgarter Zinngießerei von C. W. Kurtz gefertigt.

### Inventarverzeichnis von 1898
An sakralen Gerätschaften besaß die Kirche zu Melkof: einen Kelch, eine Patene, ein Ziborium sowie eine Kanne. Die Vasa Sacra waren sämtlich aus Silber gefertigt, gestaltet nach historischem Vorbild.
Neben der im Taufstein zu findenden großen Taufschale waren noch zwei weitere kleinere Taufschalen vorhanden, welche auch der Fertigung der Stuttgarter Zinngießerei von C. W. Kurtz entstammten.

## Grabkapelle

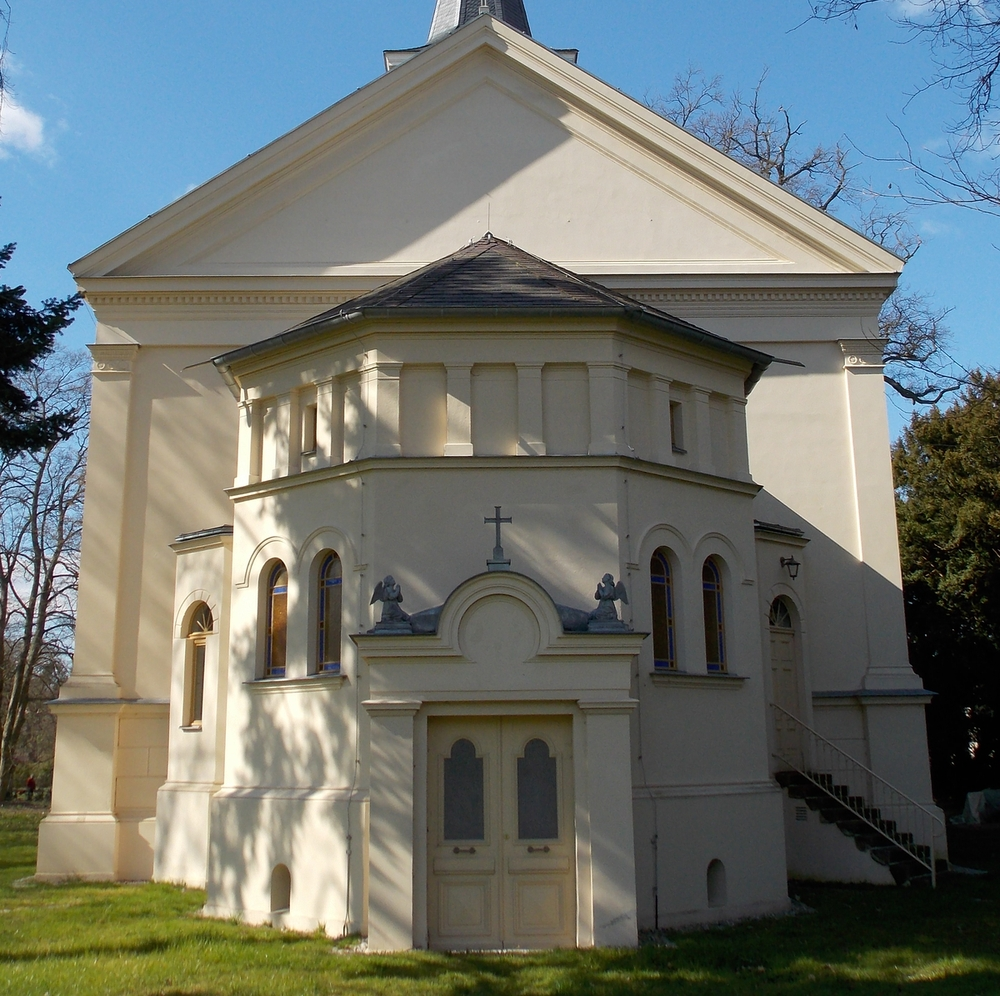
Grabkapelle

An der Ostseite findet sich die eingezogene polygonale Grabkapelle, die ebenso wie der Kirchbau von klaren Linien und geometrischen Formen dominiert wird.
Das vorgesetzte Eingangsportal wird von Pilastern flankiert, auf ihnen ruht der auskragende Giebel mit seinem halbkreisförmigen Bogenfeld, das wiederum von bronzenen Engelsfiguren flankiert wird. Ein Kreuz bildet hier die Bekrönung.
Bemerkenswert sind die acht Rundbogenfenster mit ihrer schönen buntfarbigen Verglasung und den verschiedentlichen Verbleiungsmustern. Im Sockelgeschoss des Gruftanbaues wurden zudem kleine rundbogige Öffnungen eingebracht.
Bemerkenswert sind auch die unterhalb der Dachtraufe eingebrachten Blendnischen, von Pilastern gegliedert und mit teils kleinen rechteckigen Öffnungen versehen.
Ein schieferbedecktes Walmdach bildet den oberen Abschluss des Anbaues.
Kirche und Gruftanbau bilden ein stilistisch stimmiges Ensemble.
Heute wird ein Teil des Anbaues als Sakristei genutzt.

## Heute
Nach Zunahme der umfangreichen Schäden an der Dachkonstruktion, am Außenputz, an den Innenwänden und der Empore, wurden von 2008 bis 2012 umfassende Restaurierungsarbeiten durchgeführt. Durch restauratorische Befunde und Dokumentationen sowie der Holzschutzgutachten konnten mit Hilfe von Fördermitteln aus dem Landesprogramm der Denkmalpflege und Mitteln der Stiftung KIBa die Instandsetzungs- und Sanierungsarbeiten durchgeführt werden. Im Innern der Kirche waren die Emporen durch Echten Hausschwamm befallen und es bestand daher Einsturzgefahr. Nach Entfernung des Innenputzes der Nord-, Süd- und Westwand des Kirchenschiffes und der langwierigen Schwammsanierung des Mauerwerkes, im umlaufenden Emporenbereich, wurden die Putzbereiche erneuert und die Stuckarbeiten restauriert sowie die Holzbauteile aufwendig rekonstruiert.
Die gesamte Sanierung kostete einschließlich der Arbeiten am Kirchturm rund 1 Million Euro. Am 26. Mai 2013 fand der erste Festgottesdienst statt, in Anwesenheit des Schweriner Bischofs Andreas von Maltzahn.

### Chronik
- 1999 – Sanierung des Westturmes.
- 2006 – Sanierung des Gruftanbaues.
- 2008 – Kirchenschiff, Beginn der Sanierung des Daches und des Dachstuhles.
- 2009 – Kirchenschiff, Traufgesims erneuert, Dach mit Schiefer eingedeckt.
- 2013 – Reparatur der Kirchturmuhr.

## Besonderes

### Gabe der Gemeinde Melkhof
In der Zeit von 1882 bis 1885 wurde in Vellahn eine neue Kirche im neogotischen Stil errichtet. 1885 erhielt die Pfarrkirche neue Chorfenster, welche mit farbenprächtigen Glasmalereien verziert wurden. Diese Fenster erhielten darüber hinaus Inschriften, die sie als Gabe der 1870 ausgepfarrten Gemeinden Langenheide, Melkhof und Jesow ausweisen. Das Melkhof zugedachte Chorscheitelfenster, in dem die Verklärung des Herrn dargestellt ist, trägt die Inschrift: „Der Mutterkirche zu Vellahn die scheidende Gemeinde Melkhof mit Langenheide“. In einem Vierpassmedaillon findet sich zudem die Widmung „Melkhof Psalm 23.“. Die farbenprächtigen Chorfenster werden der Fertigung des Glasmalereibetriebes von Heinrich Oidtmann aus Linnich zugeschrieben.